# Anna Ineke-Timmermans
Anna Petronella „Annie“ Ineke-Timmermans (* 10. April 1919 in Rotterdam; † 21. August 1958 in Melbourne) war eine niederländische Schwimmerin.

## Karriere
Timmermans begann im Alter von 13 Jahren mit den Schwimmsport im Rotterdamsche Dames Zwemclub. 1933 bewies sie erstmals ihr Talent, als sie bei den Niederländischen Meisterschaften mit der 5-mal-50-Meter-Lagenstaffel Gold und über 300 Meter Lagen Silber gewann.
Am 14. April 1934 stellte sie in der 4-mal-100-Meter-Freistilstaffel mit Johanna Selbach, Hendrika Mastenbroek und Willy den Ouden mit einer Zeit von 4:33,3 Minuten einen neuen Weltrekord auf. Mit der gleichen Besatzung konnte diese Staffel bei den Europameisterschaften 1934 in Magdeburg die Goldmedaille gewinnen.
Bei den Olympischen Sommerspielen 1936 in Berlin startete Timmermans im Wettkampf über 400 m Freistil, wo sie im Halbfinale ausschied und den zwölften Platz belegte.
Am 22. November 1939 heiratete Timmermans und zog mit ihrem Ehemann nach Niederländisch-Indien. Während des Zweiten Weltkriegs gelang es dem Paar, nach Australien zu fliehen. Hier gründeten sie eine Schwimmschule. 1958 hatte das Paar einen Autounfall im Melbourner Stadtteil Parkdale, bei dem sie starb und ihr Mann verletzt wurde.